# Tatort: Monster
Monster ist ein Fernsehfilm aus der Fernseh-Kriminalreihe Tatort, der am 2. Februar 2020 erstmals im Ersten gesendet wurde. Es ist die 1119. Folge der Tatort-Reihe und der 16. Fall der Ermittler Faber und Bönisch, der 15. mit Dalay, davon der fünfte mit Pawlak.

## Handlung
Eine junge Frau kauert mit einem Messer neben einem Mordopfer – offenbar ist sie die Mörderin. Sie will sich nur ergeben, wenn sie mit Kommissar Faber sprechen kann.
Während Faber, Bönisch, Dalay und Pawlak vor Ort die Ermittlungen aufnehmen, wird in Pawlaks Privatwohnung eingebrochen, seine Frau gewaltsam unter Drogen gesetzt und seine Tochter Mia entführt. Die Sechsjährige wird kurz darauf im Darknet meistbietend zum Missbrauch angeboten. Markus Graf, seit langem Fabers Widersacher, teilt diesem telefonisch mit, dass er Mia in seiner Gewalt hält, und fordert ihn zu einem Treffen unter vier Augen auf dem Dach eines Hochhauses. Dort fordert er Faber zum Suizid auf, um damit Mia zu retten. Einer Verhaftung kann Graf entgehen, denn Faber verstaucht sich bei der Verfolgung den Fuß. Auf der Flucht tötet Graf einen Wachmann.
Die festgenommene mutmaßliche Mörderin stellt sich als Evelyn Kohnai heraus, die als Kind sexuell missbraucht und, wie nun Mia, von einem Kinderhändler verkauft wurde. Bei dem Mordopfer handelt es sich um einen ihrer früheren Peiniger, den sie mit einem präparierten Skalpell tödlich verletzt hat. Graf hatte ihr geholfen, ihn aufzuspüren, um sich an ihm zu rächen.
Auf der Suche nach Mia spüren Dalay und Pawlak in einer früheren Bäckerei einen Kunden des Ermordeten auf und können einen offensichtlich missbrauchten Jungen befreien. Mit einer List erhalten Bönisch, Dalay und Pawlak von dem Festgenommenen weitere Informationen, die für die Aushebung des Kinderhändlerrings hilfreich sind. Im Verhör durch Faber erinnert sich Evelyn an den Ort, an dem damals sie und nun vermutlich auch Mia gefangen gehalten wird. Aufgrund ihrer Beschreibung der Örtlichkeit können Dalay und Pawlak den Ort lokalisieren und finden dort Mia und einen weiteren Komplizen des Kinderhändlerrings, Thomas Becker.
Faber und Bönisch spüren unterdessen Graf auf. Dieser hält seine Hände in einer Aktentasche versteckt, in der sich eine Waffe und ein Foto befinden. Als er die Hände nicht aus der Aktentasche nimmt und Gefahr besteht, dass er die Waffe zieht, erschießt Bönisch ihn. Evelyn wird zur gleichen Zeit auf eigenen Wunsch hin Becker gegenübergestellt. Mit einer heimlich mitgenommenen Glasscherbe, die wahrscheinlich von Graf stammt, sticht sie schließlich schreiend auf ihn ein und bricht blutüberströmt zusammen.

## Hintergrund
Der Film baut auf die Geschehnisse der Episode Auf ewig Dein auf, bei der Faber in Markus Graf den Mörder seiner Familie erkennen muss. Nach Grafs Verurteilung gelang diesem in der Folge Tollwut die Flucht und er wurde seitdem von Faber gejagt.
Der Film wurde vom 19. Februar 2019 bis zum 20. März 2019 in Köln und Dortmund gedreht.

## Rezeption

### Einschaltquoten
Die Erstausstrahlung von Monster am 2. Februar 2020 wurde in Deutschland von 7,74 Millionen Zuschauern gesehen und erreichte einen Marktanteil von 23,9 % für Das Erste.

### Kritiken
„Es gibt durchaus einige Schwächen in diesem "Tatort"; dass etwa der durch die Entführung seiner Tochter um sich schlagende Kommissar Pawlak zentrale Teile der Ermittlung übernehmen darf, strapaziert sehr die Plausibilität. Doch Regisseur Thorsten C. Fischer […] schafft trotz einiger problematischer Drehs im Plot immer wieder atmosphärisch und psychologisch konsistente Szenen.“

Der Film-Dienst bewertete den Film mit drei von fünf möglichen Sternen und beurteilte ihn als einen intensiven, aber etwas effekthaschenden Krimi, bei dem der Handlungsstrang um Graf „etwas ungelenk verbunden“ sei mit einer „packende[n] Story um Kindesmissbrauch und Rache, die dezent auf assoziative Montagen setzt, statt die Brutalität auszuschlachten.“